# جيرترود أبركرومبي
جيرترود أبركرومبي (بالإنجليزية: Gertrude Abercrombie)‏ (و. 1909 – 1977 م) هي فنانة، ورسامة من الولايات المتحدة الأمريكية ولدت في أوستن، تكساس.

## التعليم
تعلمت في جامعة إلينوي في إربانا-شامبين.